# Avon (Ohio)
Avon é uma cidade localizada no estado norte-americano de Ohio, no Condado de Lorain.

## Demografia
Segundo o censo norte-americano de 2000, a sua população era de 11.446 habitantes.
Em 2006, foi estimada uma população de 16.455, um aumento de 5009 (43.8%).

## Geografia
De acordo com o United States Census Bureau tem uma área de 54,1 km², dos quais 54,1 km² cobertos por terra e 0,0 km² cobertos por água. Avon localiza-se a aproximadamente 189 m acima do nível do mar.

## Localidades na vizinhança
O diagrama seguinte representa as localidades num raio de 8 km ao redor de Avon.